# 布基纳法索国旗
布基纳法索國旗，为一面使用泛非颜色（紅、黃、綠）的三色旗帜。启用于1984年8月4日，即原上沃尔特共和国“8月4日革命”一周年之日。
国旗上方红色横条代表对1983年“8月4日革命”，以及对革命中牺牲军民的纪念；下方綠色横条代表布基纳法索以农业为主的经济，以及丰富的植物资源；国旗中间五角星图案，以黄色象征布基纳法索所蕴藏有大量尚未开发的各类矿产，而此五角星则被称为“革命之星”，寓意“8月4日革命”后的布基纳法索将脱离黑暗，迈向光明的未来。

## 历代国旗
原上沃尔特国旗，为一面自上而下由黑、白、红三色横条组成的三色旗，象征上沃尔特得名于其境内的三大主要河流：黑沃尔特河、白沃尔特河和红沃尔特河。
由于上沃尔特国旗与德意志帝国国旗图案相同（国旗纵横比例不同，上沃尔特为2：3，德意志帝国为3：5，但这不能明显区别上述两旗帜），招致东德和西德外交人士的共同抗议，这就是1984年上沃尔特共和国既改国号为布基纳法索，又更换国旗的原因。
| 国旗      | 使用时间                                         | 比例      | 政治实体                             | 备注                                                                                             |
| --------- | ------------------------------------------------ | --------- | ------------------------------------ | ------------------------------------------------------------------------------------------------ |
|           | 1904–1919                                        | 2:3       | 作为上塞内加尔和尼日尔殖民地的一部分 | 法国三色旗曾被用作法属上沃尔特的官方旗帜。                                                       |
| 1919–1932 | 法属上沃尔特                                     | 2:3       |                                      | 法国三色旗曾被用作法属上沃尔特的官方旗帜。                                                       |
| 1932–1947 | 作为作为法属苏丹、象牙海岸和尼日尔殖民地的一部分 | 2:3       |                                      | 法国三色旗曾被用作法属上沃尔特的官方旗帜。                                                       |
| 1947–1958 | 法属上沃尔特                                     | 2:3       |                                      | 法国三色旗曾被用作法属上沃尔特的官方旗帜。                                                       |
| 1958–1960 | 上沃尔特共和国                                   | 2:3       |                                      | 法国三色旗曾被用作法属上沃尔特的官方旗帜。                                                       |
|           | 上沃尔特共和国                                   | 1960–1984 | 2:3                                  | 上沃尔特共和国的国旗是在1960年8月5日脱离法国独立时使用的。它由黑、白、红三条相等的水平条纹组成。 |
|           | 1984–至今                                        | 2:3       | 布基纳法索                           | 现行国旗由红绿两条水平条纹组成，中间有一颗黄色五角星，于1984年8月4日采用。                       |

## 其他旗幟（總統旗）和徽標

### 总统旗帜
- 上沃尔特共和国
1959年－1984年
- 布基纳法索
1984年-至今

### 空军标志
- 布基纳法索空军标志
- 布基纳法索空军标志

- 上沃尔特空军历史徽章（1964-1984年）
- 上沃尔特空军历史徽章（1964-1984年）

## 相似旗幟
- 中華共和國人民革命政府使用的國旗
1933年－1934年
- 安哥拉人民解放運動使用的旗幟
1956年－至今
- 越南南方民族解放陣線、越南南方共和國
1960年－1977年
- 厄瓜多尔玻利瓦尔省省旗，颜色近似，旗帜中央没有黄星
- 玻利维亚拉巴斯市旗
- 哥伦比亚阿劳卡省旗